# Bregmaceros bathymaster
Bregmaceros bathymaster is een  straalvinnige vissensoort uit de familie van doornkabeljauwen (Bregmacerotidae). De wetenschappelijke naam van de soort is voor het eerst geldig gepubliceerd in 1890 door Jordan & Bollman.
De soort werd aangetroffen in de Stille Oceaan voor de kusten van Zuid-Amerika.
De soort staat op de Rode Lijst van de IUCN als niet bedreigd, beoordelingsjaar 2008.